# Ceriagrion azureum
Ceriagrion azureum е вид водно конче от семейство Coenagrionidae. Видът не е застрашен от изчезване.

## Разпространение
Разпространен е в Бангладеш, Виетнам, Индия (Аруначал Прадеш, Западна Бенгалия, Манипур, Мегхалая и Мизорам), Китай (Гуандун и Фудзиен), Лаос, Мианмар, Непал и Тайланд.